# Sacrificio de mujer
Sacrificio de mujer é uma telenovela americana-venezuelana produzida pela Venevisión e Univision em 2010.
Protagonizada por Marjorie de Sousa e Juan Alfonso Baptista, co-protagonizada por Mariana Torres e Pablo Azar e antagonizada por Flor Núñez, Geraldine Bazán e Ximena Duque

## Sinopse
No passado, Clemencia recebe a ajuda de Luís Francisco Vilarte, um malandro por quem se apaixona e a quem dá o seu amor. Este jovem, que é filho bastardo de um magnata, vai à Europa para herdar uma fortuna de seu pai e deixa Clemência abandonada, sem saber que ela ficou grávida. O que nem Clemência nem Luís Francisco sabem é que tudo foi obra de Amada, sua mãe malévola, que forjou mal-entendidos e caluniou para que ocorresse a separação. 
A verdade é que Clemencia vaga na fome e na miséria, até que chega o dia do parto. Sem ter ajuda, tem a filha na rua e desmaia. Ela acorda em um hospital, onde recebe duas más notícias de que seu bebê desapareceu e que seu ventre está arruinado para sempre. Augusto Talamonti, o jovem médico que a trata, é quem lhe dá as duas más notícias. Mas é também o que oferece proteção e apoio, sem os quais Clemência não teria sobrevivido. 
Vinte anos depois, Clemencia, casada com o médico e com três filhos adotivos, conseguiu multiplicar uma riqueza que Augusto nunca quis atender e recebe Milagros como funcionária de sua empresa. Esta, que cresceu num hospício e vive a tristeza de não ter tido mãe, passa a ter um grande carinho e admiração pela patroa que não se pode explicar, sentindo que a ama como mãe e uma ligação muito especial com ela. Enquanto isso, Luís Francisco, que já esgotou os recursos recebidos na Europa, volta a exigir mais dinheiro do pai, e encontra seu irmão, o legítimo herdeiro do magnata: Augusto Talamonti e com sua esposa, quem não é outra que não Clemencia.

## Elenco
- Marjorie de Sousa - Clemencia Astudillo de Talamonti
- Juan Alfonso Baptista - Luis Francisco Vilarte
- Flor Nuñez - Amada Vilarte
- Mariana Torres - Milagros Exposito/Dolores Vilarte
- Pablo Azar - Enzo Talamonti Astudillo
- Geraldine Bazan - Victoria "Vicky" Lombardo
- Luis José Santander - Augusto Talamonti
- Liliana Rodríguez - Alberta Garrido
- Taniusha Mollet - Georgina "Gina" Talamonti Astudillo y María Fé "Marifé" Talamonti Astudillo
- Jessica Cerezo  - Belinda Gerrero
- Jorge Consejo - Juan Pablo
- Eduardo Ibarrola - Vilachá
- Anna Sobero - Eulalia
- Paola Pedroza - Carmencita
- Christian Carabías - German
- Paloma Márquez - Mitzy
- Adrian Mas - Benito Valdés
- Roxana Montenegro - Luisita
- Pedro Moreno - Braulio Valdes
- Carmen Deysi - Mayré
- Norma Zuñiga - Tomassa
- Lyduan Gonzalez - Willy
- Ramón Morell - Baltasar
- Ximena Duque - Maria Gracia Exposito
- Sonia Nohemi - Madre Pilar†
- Arnaldo Pipke - Leoncio
- Jose Guillermo Cortines - Marcos Castillo
- Xavier Coronel - Artemio Anzola '
- Victoria del Rosal - Stefany
- Mary Kler Mata - Vitelva
- Beatriz Arroyo - Olga Valdés
- Nélida Ponce -  Luisa
- Reynaldo Cruz -  Salvador del Risco
- Bettina Grand - Selma Lombardo
- Fidel Pérez Mitchell - Eliseo Lombardo
- Abel - Stefano Uzcátegui Leducci